# Euryptilonidae
Euryptilonidae – wymarła rodzina owadów z rzędu świerszczokaraczanów. W zapisie kopalnym znane są od cisuralu i gwadalupu w permie. Ich skamieniałości znajdowane są na terenie Rosji i Stanów Zjednoczonych.

## Opis
Były to owady o hipognatycnzej głowie, wyposażonej w krótkie czułki, małe oczy i pozbawionej przyoczek. Przedplecze cechowały wcięte na przedzie paranota. Odnóża charakteryzowały duże biodra, uzbrojone golenie oraz pięcioczłonowe, uzbrojone i pozbawione arolium stopy. W użyłkowaniu przednich skrzydeł Żyłka subkostalna kończyła się łącząc z kostalną, sektor radialny brał początek w nasadowej połowie skrzydła, a żyłka medialna zaczynała się rozgałęziać w pobliżu tego miejsca, u nasady zaś będąc zlaną z przednią żyłką kubitalną – ta ostatnia zaś zaczynała się rozgałęziać w swojej nasadowej ćwiartce i pozbawiona była gałęzi tylnych. Pole między żyłkami radialnymi nie zwężało się na żadnym odcinku. Obecna była na przednich skrzydłach międzykrywka (clavus). Odwłok przedstawicieli rodziny miał parę skróconych przysadek odwłokowych.

## Taksonomia
Takson ten wprowadzony został w 1940 przez Andrieja Martynowa. W 1962 Aleksandr Szarow sklasyfikował tę rodzinę w Protoblattodea. W 1980 Aleksandr Rasnicyn sklasyfikował ją w rzędzie świerszczokaraczanów (Grylloblattida). W 2015 Danił Aristow połączył Grylloblattida z Eoblattida w jeden rząd, uznając zgodnie z zasadą priorytetu jako jego naukową nazwę Eoblattida, a Grylloblattodea za synonim.
Po rewizji Aristowa z 2015 należą tu następujące rodzaje:
- †Euryptilon Martynov,  1940
- †Stereopterum Carpenter, 1950
- †Euryptilodes Sharov, 1961
- †Jubala Aristov et Rasnitsyn, 2015